# Коротков, Владимир Петрович
Владимир Петрович Коро́тков (род. 27 августа 1941, Ногинск, Московская область, РСФСР, СССР) — советский футболист и футбольный тренер, нападающий. Мастер спорта (1970). Помощник президента клуба, управляющий делами команды «Локомотив» (Москва).

## Биография
Родился в Глухово, одном из районов подмосковного Ногинска. Учился в школе № 1 и тренировался в футбольной секции на стадионе «Труд», играл за команду юношей. По окончании восьми классов поступил в егорьевское авиационное техническое училище, где тоже играл в футбол. Выступал в команде «Труд» (Ногинск), в 1964 году от Никиты Симоняна получил приглашение перейти в московский «Спартак», но, не добившись места в основе, вернулся в Ногинск.
Через год перешёл в ярославский «Шинник», где с 25 мячами стал лучшим бомбардиром класса «А», 2 группы, 2 подгруппы. В 1966 году принял предложение перейти в московский «Локомотив», где провёл четыре сезона до мая 1969 года. Главный тренер клуба Виктор Марьенко взял курс на омоложение состава, и Коротков отправился во вторую лигу в Красноярск, но уже через три месяца вернулся в «Шинник», с которым через год вышел в первую лигу.
В 1975 году Коротков завершил карьеру, перейдя на работу в футбольную школу «Локомотива». С командой юношей младшей группы в 1979 году выиграл чемпионат страны.
В 1983 году Игорь Волчок, сменивший Владимира Радионова на посту главного тренера железнодорожников, взял Короткова в свой тренерский штаб и сумел спасти команду от вылета во вторую лигу. Однако Владимир Петрович проработал лишь до конца сезона.
Через пять лет бывший партнёр по «Локомотиву» Юрий Сёмин пригласил Короткова вновь стать тренером клуба.
В 1992 году отклонил предложение возглавить «Шинник» и сосредоточился на работе с дублёрами «Локомотива», а через год, после отъезда Виталия Шевченко был назначен начальником команды и проработал в этой должности 15 лет.
В декабре 2008 года был переведён на должность управляющего делами команды и помощника президента футбольного клуба «Локомотив».